# Charles Nagel

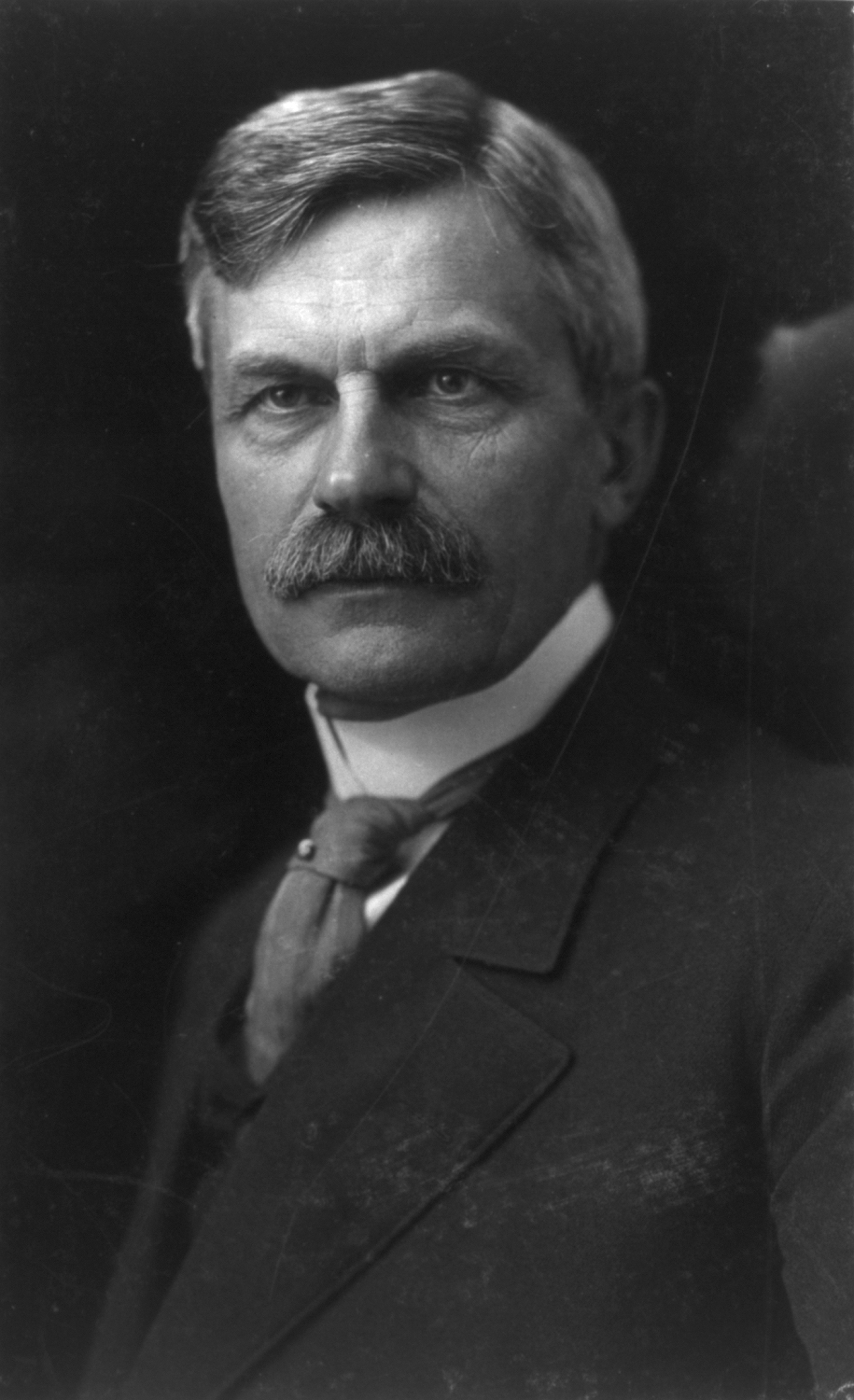
Charles Nagel

Charles Nagel (* 9. August 1849 in Bernardo, Colorado County, Texas; † 5. Januar 1940 in St. Louis, Missouri) war ein US-amerikanischer Jurist und Politiker der Republikanischen Partei, der dem Kabinett von US-Präsident William Howard Taft als letzter Handels- und Arbeitsminister angehörte.

## Berufliche Laufbahn und öffentliche Ämter
Der aus Texas stammende Nagel besuchte ein Internat in St. Louis und blieb danach in Missouri, um an der Law School der Washington University Jura zu studieren. Dort machte er 1872 seinen Abschluss. In der Folge reiste er nach Europa, um sich fortzubilden; unter anderem besuchte er Seminare in politischer Ökonomie an der Humboldt-Universität in Berlin.
1873 kehrte er nach St. Louis zurück, wo er in die Anwaltskammer des Staates aufgenommen wurde und als Jurist zu praktizieren begann. Politisch betätigte er sich ab 1881, als er ins Repräsentantenhaus von Missouri gewählt wurde, dem er bis 1883 angehörte. Von 1893 bis 1897 war er Präsident des Stadtrats von St. Louis; im Jahr 1893 wurde er überdies zum Richter am Supreme Court of Missouri gewählt. Von 1886 bis 1910 war er außerdem Dozent an der St. Louis Law School; zwischen 1908 und 1912 gehörte er dem Republican National Committee an.

## Mitglied des Kabinetts
Zwischenzeitlich hatte er eine Stelle als Firmenanwalt beim Brauereiunternehmer Adolphus Busch angetreten, als ihn der neu gewählte US-Präsident Taft im März 1909 in sein Kabinett berief. Während seiner vierjährigen Amtszeit richtete er das Ministerium stärker als zuvor auf die Bedürfnisse von Geschäftsleuten aus; er baute zudem das unter seiner Aufsicht stehende Bureau of Immigration and Naturalization aus. Er gehörte auch zu den Begründern der US-Handelskammer.
Nagel schied 1913 gemeinsam mit dem abgewählten Präsidenten Taft aus der Regierung aus; er war der letzte Inhaber seines Ministeramtes, bevor das Department of Commerce and Labor in das Handels- und das Arbeitsministerium aufgeteilt wurde. Nach dem Ende seiner politischen Laufbahn arbeitete Charles Nagel wieder als Anwalt, wobei er unter anderem drei Fälle vor dem Supreme Court verhandelte, welchem zu dieser Zeit auch sein Schwager Louis Brandeis als Richter angehörte. Nagel verstarb 1940.